# Zawichost (gmina)

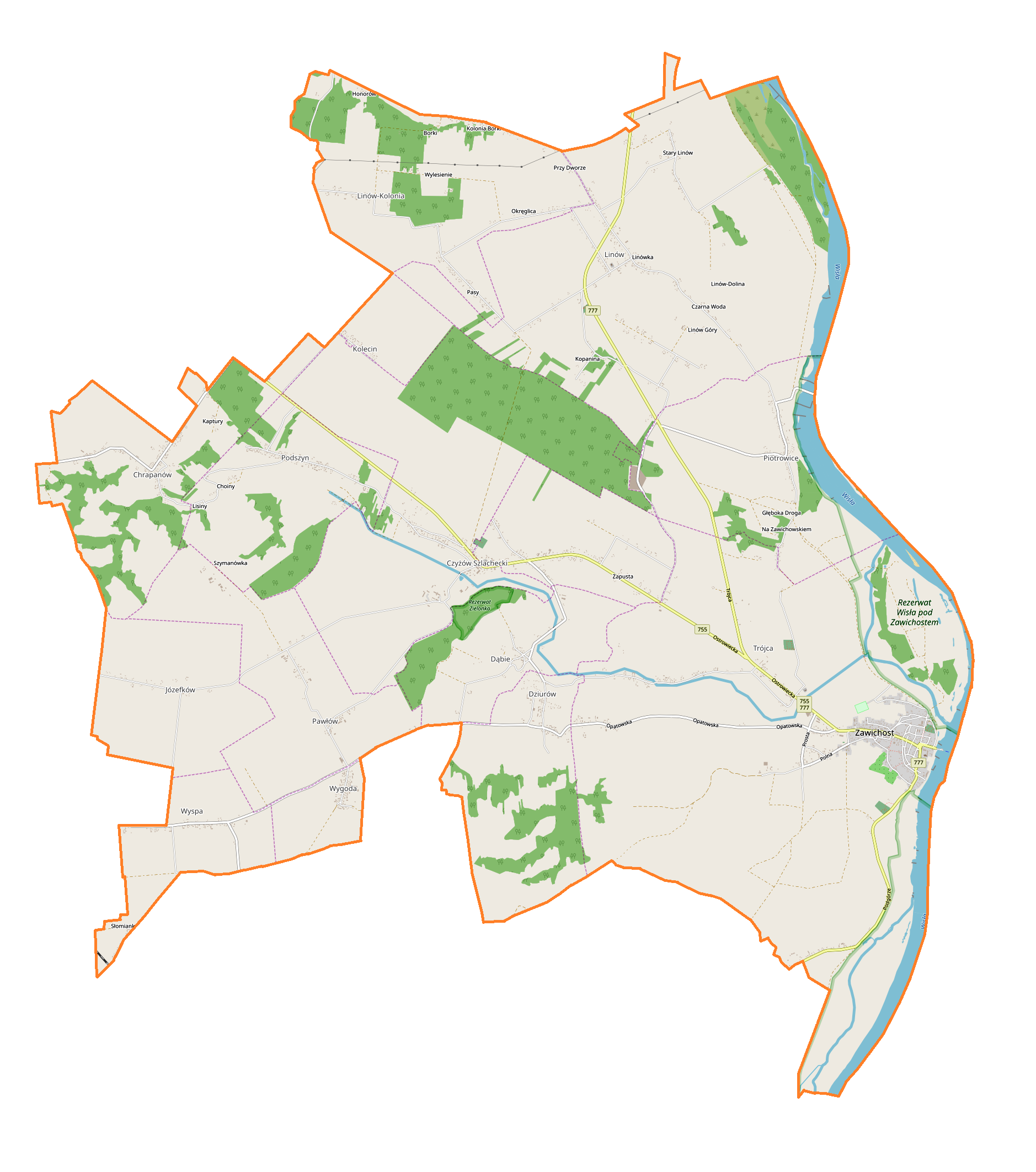
Carte de la gmina.

La gmina de Zawichost est une commune urbaine-rurale de la voïvodie de Sainte-Croix et du powiat de Sandomierz. Elle s'étend sur 80,19 km2 et comptait 4 634 habitants en 2010. Son siège est la ville de Zawichost qui se situe à environ 16 kilomètres au nord-est de Sandomierz et à 88 kilomètres à l'est de Kielce.

## Villages
Hormis la ville de Zawichost, la gmina de Zawichost comprend les villages et localités de Chrapanów, Czyżów Plebański, Czyżów Szlachecki, Dąbie, Dziurów, Józefków, Kolecin, Linów, Linów-Kolonia, Pawłów, Piotrowice, Podszyn, Wygoda et Wyspa.

## Gminy voisines
La gmina de Zawichost est voisine des gminy d'Annopol, Dwikozy, Ożarów et Radomyśl nad Sanem.